# Maizières, Pas-de-Calais

Maizières este o comună în departamentul Pas-de-Calais, Franța. În 1 ianuarie 2022 avea o populație de 204 de locuitori.